# Méthode du gradient proximal
 (juillet 2024).
La mise en forme du texte ne suit pas les recommandations de Wikipédia : il faut le « wikifier ».
Les points d'amélioration suivants sont les cas les plus fréquents. Le détail des points à revoir est peut-être précisé sur la page de discussion.
- Les titres sont pré-formatés par le logiciel. Ils ne sont ni en capitales, ni en gras.
- Le texte ne doit pas être écrit en capitales (les noms de famille non plus), ni en gras, ni en italique, ni en « petit »…
- Le gras n'est utilisé que pour surligner le titre de l'article dans l'introduction, une seule fois.
- L'italique est rarement utilisé : mots en langue étrangère, titres d'œuvres, noms de bateaux, etc.
- Les citations ne sont pas en italique mais en corps de texte normal. Elles sont entourées par des guillemets français : « et ».
- Les listes à puces sont à éviter, des paragraphes rédigés étant largement préférés. Les tableaux sont à réserver à la présentation de données structurées (résultats, etc.).
- Les appels de note de bas de page (petits chiffres en exposant, introduits par l'outil «  Source ») sont à placer entre la fin de phrase et le point final[comme ça].
- Les liens internes (vers d'autres articles de Wikipédia) sont à choisir avec parcimonie. Créez des liens vers des articles approfondissant le sujet. Les termes génériques sans rapport avec le sujet sont à éviter, ainsi que les répétitions de liens vers un même terme.
- Les liens externes sont à placer uniquement dans une section « Liens externes », à la fin de l'article. Ces liens sont à choisir avec parcimonie suivant les règles définies. Si un lien sert de source à l'article, son insertion dans le texte est à faire par les notes de bas de page.
- La présentation des références doit suivre les conventions bibliographiques. Il est recommandé d'utiliser les modèles {{Ouvrage}}, {{Chapitre}}, {{Article}}, {{Lien web}} et/ou {{Bibliographie}}. Le mode d'édition visuel peut mettre en forme automatiquement les références.
- Insérer une infobox (cadre d'informations à droite) n'est pas obligatoire pour parachever la mise en page.

Pour une aide détaillée, merci de consulter Aide:Wikification.
Si vous pensez que ces points ont été résolus, vous pouvez retirer ce bandeau et améliorer la mise en forme d'un autre article.
 (juillet 2024).
Les méthodes de gradient proximal sont une forme généralisée de projection utilisée pour résoudre des problèmes d'optimisation convexe non différentiables.
De nombreux problèmes intéressants peuvent être formulés sous forme de problèmes d’optimisation convexes de la forme
{\displaystyle \operatorname {min} \limits _{x\in \mathbb {R} ^{N}}\sum _{i=1}^{n}f_{i}(x)}
où {\displaystyle f_{i}:\mathbb {R} ^{N}\rightarrow \mathbb {R} ,\ i=1,\dots ,n} sont des fonctions convexes potentiellement non différentiables. Le manque de différentiabilité exclut les techniques conventionnelles d'optimisation continue comme la méthode de descente de gradient et la méthode du gradient conjugué, mais les méthodes du gradient proximal peuvent être utilisées à la place.
Les méthodes de gradient proximal commencent par une étape de séparation, dans laquelle les fonctions {\displaystyle f_{1},...,f_{n}} sont utilisées individuellement afin de produire un algorithme facilement implémentable. Ils sont appelés proximaux car chaque fonction non différentiable parmi {\displaystyle f_{1},...,f_{n}} intervient via son opérateur proximal . L'algorithme itératif avec seuil de retrait, l'algorithme de Landweber , l'algorithme de gradient projeté, l'algorithme de projection sur ensembles convexes, la méthode de multiplicateurs de Lagrange, et la méthode de Bregman séparée sont des instances spéciales d'algorithmes proximaux.
Pour la théorie des méthodes de gradient proximal du point de vue et avec des applications à la théorie de l'apprentissage statistique, voir méthodes de gradient proximal pour l'apprentissage.

## Projection sur des ensembles convexes (POCS)
L'un des algorithmes d'optimisation convexe les plus utilisés est la projection sur des ensembles convexes (POCS). Cet algorithme est utilisé pour récupérer/synthétiser un signal satisfaisant simultanément plusieurs contraintes convexes. Soit {\displaystyle f_{i}}  la fonction indicatrice d'un ensemble convexe fermé non vide {\displaystyle C_{i}} modélisant une contrainte. On se réduit alors au problème de faisabilité convexe, qui nécessite de trouver une solution telle qu'elle se situe à l'intersection de tous les ensembles convexes. {\displaystyle C_{i}}. Dans la méthode POCS, chaque ensemble {\displaystyle C_{i}} est incorporé par son opérateur de projection {\displaystyle P_{C_{i}}}. Donc à chaque itération {\displaystyle x} est mis à jour comme
{\displaystyle x_{k+1}=P_{C_{1}}P_{C_{2}}\cdots P_{C_{n}}x_{k}}
Cependant, au-delà de ces problèmes, les opérateurs de projection ne sont pas appropriés et des opérateurs plus généraux sont nécessaires pour les résoudre. Parmi les diverses généralisations existantes de la notion d'opérateur de projection convexe, les opérateurs proximaux sont les mieux adaptés à d'autres fins.

## Exemples
Des instances spéciales de méthodes de gradient proximal sont
- Landweber projeté
- Projection alternée
- Méthode de multiplicateurs de Lagrange augmentée

## Voir également
- Opérateur proximal
- Méthodes de gradient proximal pour l'apprentissage
- Algorithme de Frank-Wolfe